# Kalina di Bulgaria
Kalina di Bulgaria (Madrid, 19 gennaio 1972) è una principessa bulgara, ultimogenita di Simeone II.

## Biografia

### Educazione e carriera
È nata nel 1972 a Madrid, dove frequentò il Lycée Français e l'English College. In seguito fu lettrice di Storia delle Arti a Londra, in un periodo in cui fu attiva nel restauro e nelle arti applicate.
Unica figlia femmina di Simeone II, è stata battezzata cattolica, la religione di sua madre.

### Matrimonio e attività
Il 26 ottobre 2002 sposò al palazzo Tsarska Bistritsa l'esploratore Kitín Muñoz (1958), in una cerimonia cattolica succeduta da una benedizione ortodossa bulgara.
Risiede con la famiglia a Rabat, in Marocco, e nel 2013 ottenne con il figlio la cittadinanza bulgara. Da allora si è dedicata all'equitazione a livello agonistico.

### Titolo nobiliare
Kalina detiene anche il titolo di contessa di Murány, conferitole dal padre e in passato utilizzato dallo zar Ferdinando I durante i suoi viaggi privati.

## Discendenza
Kalina di Bulgaria e Kitín Muñoz hanno un figlio:
- Simeón Hassan (Lozenets Hospital, Sofia, 14 marzo 2007), così chiamato in onore del nonno Simeone II e di Hasan II del Marocco. È stato battezzato nella fede ortodossa il 25 aprile 2008, con i padrini Irene di Grecia e Muhammad VI del Marocco.

## Ascendenza
|                                           |                            |                                          | Genitori                                |  |  | Nonni |  |  | Bisnonni                 |  |  | Trisnonni                          |  |
|                                           |                            |                                          |                                         |  |  |       |  |  | Ferdinando I di Bulgaria |  |  | Augusto di Sassonia-Coburgo-Koháry |  |
|                                           |                            |                                          |                                         |  |  |       |  |  | Ferdinando I di Bulgaria |  |  | Augusto di Sassonia-Coburgo-Koháry |  |
|                                           |                            | Clementina d'Orléans                     |                                         |  |  |       |  |  | Ferdinando I di Bulgaria |  |  |                                    |  |
| Boris III di Bulgaria                     |                            |                                          |                                         |  |  |       |  |  | Ferdinando I di Bulgaria |  |  |                                    |  |
|                                           |                            | Maria Luisa di Borbone-Parma             | Roberto I di Parma                      |  |  |       |  |  |                          |  |  |                                    |  |
|                                           |                            | Maria Luisa di Borbone-Parma             | Roberto I di Parma                      |  |  |       |  |  |                          |  |  |                                    |  |
|                                           |                            | Maria Luisa di Borbone-Parma             | Maria Pia di Borbone-Due Sicilie        |  |  |       |  |  |                          |  |  |                                    |  |
| Simeone II di Bulgaria                    |                            | Maria Luisa di Borbone-Parma             |                                         |  |  |       |  |  |                          |  |  |                                    |  |
|                                           |                            | Vittorio Emanuele III di Savoia          | Umberto I di Savoia                     |  |  |       |  |  |                          |  |  |                                    |  |
|                                           |                            | Vittorio Emanuele III di Savoia          | Umberto I di Savoia                     |  |  |       |  |  |                          |  |  |                                    |  |
|                                           |                            | Vittorio Emanuele III di Savoia          | Margherita di Savoia                    |  |  |       |  |  |                          |  |  |                                    |  |
| Giovanna di Savoia                        |                            | Vittorio Emanuele III di Savoia          |                                         |  |  |       |  |  |                          |  |  |                                    |  |
|                                           |                            | Elena del Montenegro                     | Nicola I del Montenegro                 |  |  |       |  |  |                          |  |  |                                    |  |
|                                           |                            | Elena del Montenegro                     | Nicola I del Montenegro                 |  |  |       |  |  |                          |  |  |                                    |  |
|                                           |                            | Elena del Montenegro                     | Milena Vukotić                          |  |  |       |  |  |                          |  |  |                                    |  |
| Kalina di Bulgaria                        |                            | Elena del Montenegro                     |                                         |  |  |       |  |  |                          |  |  |                                    |  |
|                                           | José Gómez-Acebo y Cortina | José Gómez-Acebo y de la Torre           |                                         |  |  |       |  |  |                          |  |  |                                    |  |
|                                           | José Gómez-Acebo y Cortina | José Gómez-Acebo y de la Torre           |                                         |  |  |       |  |  |                          |  |  |                                    |  |
|                                           | José Gómez-Acebo y Cortina | María de los Dolores Cortina y Rodríguez |                                         |  |  |       |  |  |                          |  |  |                                    |  |
| Manuel Gómez-Acebo y Modet                | José Gómez-Acebo y Cortina |                                          |                                         |  |  |       |  |  |                          |  |  |                                    |  |
|                                           |                            | Margarita Marta Modet y Almagro          | Juan Bautista Modet y Eguía             |  |  |       |  |  |                          |  |  |                                    |  |
|                                           |                            | Margarita Marta Modet y Almagro          | Juan Bautista Modet y Eguía             |  |  |       |  |  |                          |  |  |                                    |  |
|                                           |                            | Margarita Marta Modet y Almagro          | María Felicidad de Almagro y de la Vega |  |  |       |  |  |                          |  |  |                                    |  |
| Margarita Gómez-Acebo                     |                            | Margarita Marta Modet y Almagro          |                                         |  |  |       |  |  |                          |  |  |                                    |  |
|                                           |                            | Manuel Cejuela y González-Orduña         | Joaquín Cejuela de la Riva              |  |  |       |  |  |                          |  |  |                                    |  |
|                                           |                            | Manuel Cejuela y González-Orduña         | Joaquín Cejuela de la Riva              |  |  |       |  |  |                          |  |  |                                    |  |
|                                           |                            | Manuel Cejuela y González-Orduña         | Carolina González-Orduña y Merry        |  |  |       |  |  |                          |  |  |                                    |  |
| María de las Mercedes Cejuela y Fernández |                            | Manuel Cejuela y González-Orduña         |                                         |  |  |       |  |  |                          |  |  |                                    |  |
|                                           |                            | Mercedes Fernández y Molano              | Secundino Fernández                     |  |  |       |  |  |                          |  |  |                                    |  |
|                                           |                            | Mercedes Fernández y Molano              | Secundino Fernández                     |  |  |       |  |  |                          |  |  |                                    |  |
|                                           |                            | Mercedes Fernández y Molano              | Luisa Molano y Martínez de Tejada       |  |  |       |  |  |                          |  |  |                                    |  |
|                                           |                            | Mercedes Fernández y Molano              |                                         |  |  |       |  |  |                          |  |  |                                    |  |